# Ichneumon rhicnodes
Ichneumon rhicnodes är en stekelart som först beskrevs av Townes, Momoi och Henry Keith Townes, Jr. 1965.  Ichneumon rhicnodes ingår i släktet Ichneumon och familjen brokparasitsteklar. Inga underarter finns listade i Catalogue of Life.